# Dirección General de Protocolo, Cancillería y Órdenes
La Dirección General de Protocolo, Cancillería y Órdenes (DGPCO) de España es el órgano directivo dependiente de la Subsecretaría del Ministerio de Asuntos Exteriores, Unión Europea y Cooperación al que le corresponde preparar y llevar a cabo actos oficiales y ceremonias relacionados con la política exterior, en España y en el extranjero, y, en particular, de los viajes oficiales de Sus Majestades los Reyes y de las visitas de Jefaturas de Estado extranjeras a España. Asimismo, tiene un papel fundamental en la presentación de las Cartas credenciales de los nuevos Embajadores y Embajadoras a Su Majestad el Rey.
La dirección general está encabezada por el Introductor de embajadores, uno de los cargos más antiguos, si no el más antiguo, de la administración española. El actual introductor de embajadores y director general es Adrián Martín Couce desde el 30 de julio de 2024.

## Origen
Determinar el origen exacto de este órgano es una causa casi perdida, pero lo que está claro es que siempre ha existido, bien como un servicio, bien como una sección o en ocasiones como una Dirección General. En los años 1960 existen textos legales que mencionan una Dirección General de Protocolo, Cancillería y Órdenes, si bien debió tener una corta vida pues en la mayoría de los casos, viene prevista como un servicio, siempre encabezado por el Introductor de embajadores.
Mayor vida tuvo entre finales de los 1990 y principios de los 2000. En 1996 el Servicio de Protocolo, Cancillería y Órdenes pasa a ser una Dirección General y existirá hasta su supresión en 2004, asumiendo sus funciones directamente por la Subsecretaría a través del Introductor. Posteriormente, en 2020, se vuelve a dotar al departamento con un órgano directivo con la misma denominación y funciones que antaño y, de nuevo, encabezada por la figura histórica del Introductor de embajadores.

## Dependencias y funciones
De la dirección general dependen los siguientes órganos:
- La Subdirección General de Viajes y Visitas Oficiales, Ceremonial y Órdenes, cuya persona titular recibe la denominación de Segundo Introductor o Segunda Introductora de Embajadores, a la que corresponde la preparación, coordinación y ejecución de los actos oficiales y ceremonias relacionados con la política exterior del Estado, que tengan lugar en el territorio nacional y en el exterior y, en particular, los viajes oficiales de Sus Majestades los Reyes de España y las visitas de los Jefes de Estado extranjeros. Asimismo, se encarga de la tramitación de los expedientes de condecoraciones de las Órdenes de Isabel la Católica y del Mérito Civil.

- La Subdirección General de Cancillería,  a la que la gestión y control de todas las cuestiones relacionadas con las misiones diplomáticas acreditadas en España, sus oficinas consulares y los organismos internacionales con sede u oficina en España, en cumplimiento de los Convenios de Viena sobre relaciones diplomáticas y consulares.